# تشومباغيتش
تشومباغيتش هي بلدة في مقاطعة أنديجان في ولاية أنديجان في أوزبكستان.